# جالن اسمیت
جالن اسمیت (انگلیسی: Jalen Smith؛ زادهٔ ۱۶ مارس ۲۰۰۰) بازیکن بسکتبال اهل ایالات متحده آمریکا است.